# Вардарски четнически корпус
Вардарският четнически корпус е част от силите на четническото движение на Дража Михайлович главно във Вардарска Македония, а също и в днешните Пчински окръг на Сърбия и Югоизточно Косово.

## История
Щабът на корпуса е създаден през лятото на 1943 година, а за негов командир е назначен Стоян Кръстич, родом от Поречието, бивш гвардейски капитан от кралската югославска армия. В състава му влизат Прешевска, Кривопаланечка, Скопска, Жеглиговска и Ристовачка бригада.
Районът на действие на корпуса е Враня-Гниляне-Велес-Гевгели и българската граница:
- Прешевската бригада под командването на поручик Александър Георгевич действа в района на Прешевската долина и Пчинска околия;
- Кривопаланечската бригада действа под командването на Ангел Манасиевски, после на Георги Попов и Петруш Стефанов (всички от Вардарска Македония);
- Жеглиговската бригада се командва от Милош Анастасиевич и оперира в района на Пчиня;
- Скопската бригада е ръководена от Никодин Урдаревски (роднина на югославския партизанин Александър Урдаревски, действа в района на Скопска Църна гора.

Към началото на 1944 година броят на бойците в корпуса е около 800 души, родом преобладаващо от Македония.
През януари 1944 г. част от корпуса е разбита с обединените усилия на Трета македонска ударна бригада на югославските партизани и Войнишкия партизански батальон „Христо Ботев“ на българските партизани. На 3 март 1944 при Ново село е разбита четата на Стоян Кръстич, като заедно с него са убити и 11 четници. След тези битки Вардарският четнически корпус престава да съществува.